# Dreieinigkeitskirche (Berlin-Steglitz)

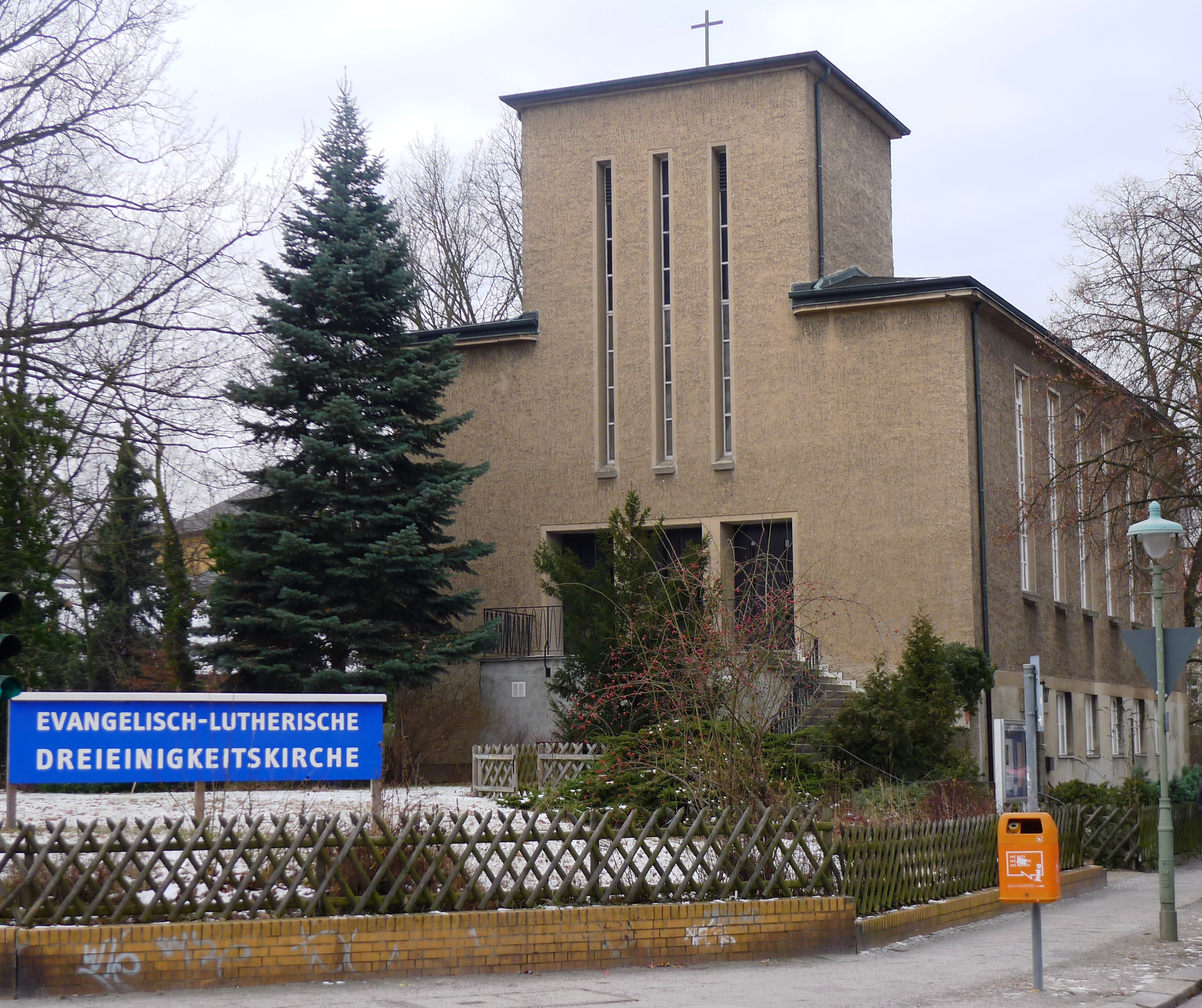
Dreieinigkeitskirche

Die Dreieinigkeitskirche (ⓘ) der Evangelisch-Lutherischen St. Mariengemeinde in der Selbständigen Evangelisch-Lutherischen Kirche steht in der Südendstraße 19–21 im heutigen Berliner Ortsteil Steglitz des Bezirks Steglitz-Zehlendorf. Das am 26. Februar 1928 eingeweihte Kirchengebäude wurde nach Plänen des Architekten Otto Rudolf Salvisberg im Architekturstil der Neuen Sachlichkeit errichtet.

## Geschichte
→ Vorgeschichte siehe: Evangelisch-Lutherische Freikirche
Seit dem Ersten Weltkrieg wuchs die Gemeinde deutlich an. Sie hielt ihre Gottesdienste in der Paul-Gerhardt-Kirche in Schöneberg und wurde 1924 in drei selbstständige Gemeinden der Evangelisch-Lutherischen Freikirche aufgeteilt, von denen eine die „Dreieinigkeits-Gemeinde Berlin-Süd“ war. Für sie wurde die Dreieinigkeitskirche errichtet. Im Zweiten Weltkrieg brannte die Kirche nach Bombentreffern aus. Anschließend wurden die Gottesdienste zunächst in einer Baracke als Notkirche und später im Gemeinderaum gefeiert. Die Kirche wurde nach ihrem Wiederaufbau 1953 erneut geweiht.
Im Jahr 1947 schloss sich die evangelisch-lutherische Immanuelgemeinde in Berlin der Dreieinigkeitsgemeinde an. Letztere gab ihre Eigenständigkeit im November 2005 auf und schloss sich der St. Mariengemeinde in Zehlendorf an, mit der sie bereits mehrere Jahre zusammengearbeitet hatte. Das Gebäude der Dreieinigkeitskirche bleibt jedoch als Gottesdienststätte erhalten. Die Dreieinigkeitsgemeinde wurde ab dem 1. Januar 2006 vom Pfarrer der St. Mariengemeinde seelsorgerisch betreut. Aufgrund des Wachstums der St. Mariengemeinde durch Arbeit mit Migranten seit 2010 hat die St. Mariengemeinde zwei Pfarrer, wovon sich einer der Pfarrer um die Arbeit mit Migranten schwerpunktmäßig im Gebäude der Dreieinigkeitskirche kümmert. In der Dreieinigkeitskirche wird ausreisepflichtigen iranischen und afghanischen Asylbewerbern Kirchenasyl gewährt.
Seit dem 10. Mai 2015 ist sie wieder eine eigenständige Gemeinde.

## Baubeschreibung
Angesichts der großen expressionistischen Neubauten seiner Zeit war es für den Architekten nicht leicht, eine Kirche in den nüchternen Formen der Moderne zu gestalten. Der Mauerwerksbau ist verputzt, nur die Fensterbänke und das Dachgesims bestehen aus Muschelkalk-Kunststein. Die längsrechteckige Saalkirche mit einer Länge von 26 und einer Breite von 13 m hat 350 Plätze. Der kubische zweigeschossige Baukörper wirkt trotz des Dachüberstandes und der Fallrohre wie ein Stahlbetonbau.
Der Dachturm wächst bündig mit der Fassade im Westen aus dem relativ flachen Walmdach, mit dem das Kirchenschiff bedeckt ist, hervor. Ein dreiteiliges Portal unter den drei Fensterschlitzen des Turms führt ins Innere der Kirche. Das Gelände auf der Portalseite ist angeschüttet. Die Böschung an der Südendstraße wird über eine zweiläufige Freitreppe überwunden. Von dort führt eine weitere zweiläufige Freitreppe zu dem Portal des im Obergeschoss liegende Kirchraums. Im Erdgeschoss sind die Gemeinderäume untergebracht. Es ist etwas heller verputzt als das Obergeschoss. Die fünf Fenster und die Eingangstür unten entsprechen den sechs Fenstern an beiden Längswänden des Kirchraumes.
Der Kirchraum hat hell geputzte Wände, der Bodenbelag besteht aus Kiefernholz, die Holzbalkendecke ist dunkel.